# 夢カタログ
『夢カタログ』（ゆめカタログ）は、おニャン子クラブ通算2枚目のスタジオ・アルバム。1986年3月10日発売。発売元はキャニオン・レコード（現：ポニーキャニオン）。

## 解説

### 1986年盤
セカンドシングル「およしになってねTEACHER」（1985.10.21）を含む、半年振り、2作目のオリジナルアルバム。本作発売時点での最新シングル「じゃあね」（1986.2.21）は未収録。B面曲の「アレレレ」は収録。
おニャン子クラブアルバムとして初めてオリコンヒットチャートで1位を獲得。1986年の年間アルバムヒットチャートでは第29位にランクされた。なお、シングルでは上記「じゃあね」が一足早くシングルチャートで1位を獲得した。
おニャン子クラブ名義ではあるが、「星座占いで瞳を閉じて」は中島美春と新田恵利、「LINDA」は福永恵規がソロ・ヴォーカルをとっているなど、オムニバス的な一面もある。中島美春が参加した最後のアルバム。同時にグループを卒業した河合その子は、翌年発売のラスト・アルバム『Circle』（1987.8.5）にソロ歌手として参加している。

### 2008年盤
2008年7月には、ポニーキャニオンの復刻シリーズ "Myこれ!チョイス" の一環として、本作「夢カタログ」が復刻された。タイトルは『Myこれ!チョイス 14 夢カタログ+シングルコレクション』。元の収録曲全10曲に加え、オリジナル盤に未収録のシングルA面曲がすべて収録されたほか、歌詞カードには、音楽ライターによる解説が掲載されている。 
"Myこれ!チョイス" からは、下記の会員メンバー作品がリリースされている。
- うしろゆびさされ組『Myこれ!チョイス 15 ふ・わ・ふ・ら+シングルコレクション』
- うしろ髪ひかれ隊『Myこれ!チョイス 16 BAB+シングルコレクション』
- 新田恵利『Myこれ!チョイス 17 E-AREA+シングルコレクション』
- 高井麻巳子『Myこれ!チョイス 18 私のままで…+シングルコレクション』
- ゆうゆ『Myこれ!チョイス 19 ゆうゆ光線+シングルコレクション』
- 生稲晃子『Myこれ!チョイス 20 日本「生稲」紀行+シングルコレクション』
- 吉沢秋絵『Myこれ!チョイス 21 彼女の夏+シングルコレクション』

## 収録曲

### 1986年盤
※「夢の花束」を除く全作詞：秋元康
1. およしになってねTEACHER
  - 作曲・編曲: 佐藤準
  - フロントボーカル: 新田恵利・中島美春・福永恵規・内海和子
2. 星座占いで瞳を閉じて
  - 作曲: 後藤次利、編曲: 佐藤準
  - ボーカル: 新田恵利・中島美春
3. シーサイド・セッション
  - 作曲: 西崎憲、編曲: 山川恵津子
  - ボーカル: 内海和子
4. 好きになってもくれない
  - 作曲・編曲: 佐藤準
  - ボーカル: 樹原亜紀・名越美香・立見里歌
5. LINDA
  - 作曲: 高橋研、編曲: 山川恵津子
  - ボーカル: 福永恵規
6. アレレレ
  - 作曲・編曲: 佐藤準
  - フロントボーカル: 新田恵利・中島美春・福永恵規・内海和子
7. 恋愛御見舞申し上げます
  - 作曲・編曲: 佐藤準

ボーカル: 城之内早苗・永田ルリ子・富川春美
8. アンブレラ・エンジェル
  - 作曲・編曲: 山川恵津子
  - ボーカル: 高井麻巳子・白石麻子・渡辺美奈代・山本スーザン久美子
9. 窓から見てるP・T・A
  - 作曲・編曲: 山川恵津子
  - ボーカル: 岩井由紀子・横田睦美・三上千晶・矢島裕子
10. 夢の花束
  - 作詞: 林春生、作曲: 見岳章、編曲: 佐藤準

### 2008年盤
1. およしになってねTEACHER
2. 星座占いで瞳を閉じて
3. シーサイド・セッション
4. 好きになってもくれない
5. LINDA
6. アレレレ
7. 恋愛御見舞申し上げます
8. アンブレラ・エンジェル
9. 窓から見てるP・T・A
10. 夢の花束
11. セーラー服を脱がさないで
  - 作詞: 秋元康、作曲・編曲: 佐藤準
12. じゃあね
  - 作詞: 秋元康、作曲: 高橋研、編曲: 佐藤準
13. おっとCHIKAN!
  - 作詞: 秋元康、作曲: 長沢ヒロ、編曲: 山川恵津子
14. お先に失礼
  - 作詞: 秋元康、作曲・編曲: 後藤次利
15. 恋はくえすちょん
  - 作詞: 秋元康、作曲・編曲: 見岳章
16. NO MORE 恋愛ごっこ
  - 作詞: 秋元康、作曲・編曲: 後藤次利
17. かたつむりサンバ
  - 作詞: 秋元康、作曲・編曲: 後藤次利
18. ウェディングドレス
  - 作詞: 秋元康、作曲: 高橋研、編曲: 佐藤準

## 関連作品
- NON-STOP おニャン子
- おニャン子クラブ ベスト
- 家宝
- おニャン子クラブ大全集 for HiQualityCD 上・下巻 限定CD-BOX
- Myこれ!チョイス 16 BAB+シングルコレクション